# 徳永千紘
徳永 千紘（とくなが ちひろ、1995年6月2日 - ）は、愛媛県出身の元ハンドボール選手。

## 経歴
大阪体育大学時代は2014年に第2回U-22東アジア選手権の日本代表に選出。
2016年には第9回世界学生選手権の日本代表U-24に選出された。
2018年に日本ハンドボールリーグのHC名古屋へ加入。
2019-20年シーズンから背番号を「3」へ変更。
2020年5月、ソニーに移籍。
2023年2月、選手引退を表明。

## 詳細情報

### 年度別成績
| 年       | チーム   | 試合 | フィールド 得点 | 率   | 7m  | 合計    | 警告 | 退場 | 失格 |
| -------- | -------- | ---- | --------------- | ---- | --- | ------- | ---- | ---- | ---- |
| 2018-19  | HC名古屋 | 24   | 62/149          | .416 | 0/1 | 62/150  | 2    | 4    | 0    |
| 2019-20  | HC名古屋 | 14   | 20/51           | .392 | 0/0 | 20/51   | 1    | 5    | 0    |
| 2020-21  | ソニー   | 12   | 3/9             | .333 | 0/0 | 3/9     | 0    | 0    | 0    |
| 2021-22  | ソニー   | 17   | 11/18           | .611 | 1/1 | 12/19   | 0    | 3    | 0    |
| 2022-23  | ソニー   | 10   | 4/9             | .444 | 0/0 | 4/9     | 0    | 1    | 0    |
| JHL：1年 | JHL：1年 | 77   | 100/236         | .424 | 1/2 | 101/238 | 3    | 13   | 0    |

- 各年度の太字はリーグ最高

### 記録

#### 日本ハンドボールリーグ
- フィールドゴール初得点：2018年9月24日、対飛騨高山ブラックブルズ岐阜戦（下呂交流会館）[6]

### 背番号
- 18 (2018 - 2019年)
- 3 (2019 - 2020年)
- 11（2020 - 2023年）

## 代表歴

### 日本代表U-24
- 世界学生選手権 (2016年)

### 日本代表U-22
- U-22東アジア選手権 (2014年)